# The Local
The Local ist eine multi-nationale, englischsprachige Zeitschrift, die ausschließlich digital veröffentlicht wird. Sie erscheint in insgesamt 9 europäischen Ländern. Die Themen der jeweiligen Landesseite sind jeweils spezifisch für das entsprechende Land.

## Geschichte
Der Beginn von The Local war ein Newsletter, der am 2. April 2004 an 12 Schüler einer schwedischen Sprachschule verschickt wurde, die sich über Neuigkeiten in ihrem Aufenthaltsland auf dem Laufenden halten wollten. Dieser regelmäßige Newsletter existiert bis heute.
2008 wurde The Local Germany, 2011 The Local France und The Local Norway, 2013 The Local Italy und The Local Spain und 2014 The Local Austria und The Local Denmark ins Leben gerufen.
Ende 2017 führte The Local – Sweden ein Abomodell ein. Im Laufe des Jahres 2018 wurde das Abomodell auf die Ableger in Deutschland, Frankreich, Italien, Spanien ausgeweitet. 2019 kam der Schweizer und dänische Ableger dazu. Heute bieten sämtliche Ableger ein Abomodell an. Sowohl Sponsored Content als auch klassische Bannerwerbung sind Teil des Geschäftsmodells.
Anfang 2021 erreichte The Local insgesamt 40.000 bezahlende Leser und hat heute 7 Millionen monatliche Leser.

## Auszeichnungen
- 2009 wurde The Local Sweden von der Zeitschrift Medievärlden (heute Dagens Media) als Digitale Zeitschrift des Jahres (schwedisch Årets Dagstidning Digitala Medier) ausgezeichnet.[24]
- 2018 wurde The Local Sweden als Digitaler Herausgeber des Jahrs in der Kategorie Massenmedien (schwedisch Årets Digitala Tidskrift Populärpress) vom Schwedischen Verband der Zeitschriftenverleger ausgezeichnet.[25][26][27]
- 2018 erreichte The Local Sweden den Bronze-Rang in der Kategorie Best Use of Online Media der The Native Advertising Awards.[28][29]
- 2019 wurde The Local Sweden mit dem dritten Platz in der Kategorie Best Paid Content Strategy der European Digital Media Awards der World Association of Newspapers ausgezeichnet.[30][31]

## Ableger
- The Local – Europe (Europa)
- The Local – Austria (Österreich)
- The Local – Denmark (Dänemark)
- The Local – France (Frankreich)
- The Local – Germany (Deutschland)
- The Local – Italy (Italien)
- The Local – Norway (Norwegen)
- The Local – Spain (Spanien)
- The Local – Sweden (Schweden)
- The Local – Switzerland (Schweiz)